# Washington Open 2009 - Qualificazioni singolare
Le qualificazioni del singolare al Washington Open 2009 sono state un torneo di tennis preliminare per accedere alla fase finale della manifestazione. I vincitori dell'ultimo turno sono entrati di diritto nel tabellone principale. In caso di ritiro di uno o più giocatori aventi diritto a questi sono subentrati i lucky loser, ossia i giocatori che hanno perso nell'ultimo turno ma che avevano una classifica più alta rispetto agli altri partecipanti che avevano comunque perso nel turno finale.
Le qualificazioni del torneo Washington Open  2009 prevedevano 24 partecipanti di cui 6 sono entrati nel tabellone principale.

## Teste di serie
1. Nicolás Lapentti (ultimo turno)
2. Josselin Ouanna (ultimo turno)
3. Chris Guccione (primo turno)
4. Santiago Giraldo (Qualificato)
5. Brendan Evans (ultimo turno)
6. Łukasz Kubot (ultimo turno)

1. Yūichi Sugita (primo turno)
2. Jesse Witten (primo turno)
3. Somdev Devvarman (Qualificato)
4. Sébastien de Chaunac (Qualificato)
5. Alejandro Falla (Qualificato)
6. Takao Suzuki (primo turno)

## Qualificati
1. Alejandro Falla
2. Somdev Devvarman
3. Yūichi Sugita

1. Santiago Giraldo
2. Sébastien de Chaunac
3. Jesse Witten

## Tabellone

### Legenda
| - Q = Qualificato - WC = Wild card - LL = Lucky loser | - ALT = Alternate - SE = Special Exempt - PR = Protected Ranking | - w/o = Walkover - r = Ritirato - d = Squalificato |

### Sezione 1
|  | Primo turno | Primo turno      | Primo turno      | Primo turno | Primo turno |  |  | Ultimo turno | Ultimo turno     | Ultimo turno | Ultimo turno | Ultimo turno |  |
|  |             |                  |                  |             |             |  |  |              |                  |              |              |              |  |
|  | 1           | Nicolás Lapentti | Nicolás Lapentti | 6           | 6           |  |  |              |                  |              |              |              |  |
|  |             | Lukáš Dlouhý     | Lukáš Dlouhý     | 3           | 3           |  |  | 1            | Nicolás Lapentti | 2            | 6            | 4            |  |
|  | 11          | Alejandro Falla  | 1                | 7           | 1           |  |  | 11           | Alejandro Falla  | 6            | 3            | 6            |  |
|  |             | Scott Oudsema    | 6                | 62          | 0r          |  |  |              |                  |              |              |              |  |

### Sezione 2
|  | Primo turno | Primo turno          | Primo turno          | Primo turno | Primo turno |  |  | Ultimo turno | Ultimo turno     | Ultimo turno | Ultimo turno | Ultimo turno |  |
|  |             |                      |                      |             |             |  |  |              |                  |              |              |              |  |
|  | 2           | Josselin Ouanna      | Josselin Ouanna      | 6           | 7           |  |  |              |                  |              |              |              |  |
|  |             | Aleksandr Kudrjavcev | Aleksandr Kudrjavcev | 3           | 5           |  |  | 2            | Josselin Ouanna  | 6            | 1            | 5            |  |
|  | 9           | Somdev Devvarman     | Somdev Devvarman     | 6           | 6           |  |  | 9            | Somdev Devvarman | 2            | 6            | 7            |  |
|  |             | Tatsuma Itō          | Tatsuma Itō          | 3           | 3           |  |  |              |                  |              |              |              |  |

### Sezione 3
|  | Primo turno | Primo turno        | Primo turno    | Primo turno | Primo turno |  |  | Ultimo turno  | Ultimo turno  | Ultimo turno  | Ultimo turno | Ultimo turno |  |
|  |             |                    |                |             |             |  |  |               |               |               |              |              |  |
|  |             | Oliver Marach      | Oliver Marach  | 7           | 6           |  |  |               |               |               |              |              |  |
|  | 3           | Chris Guccione     | Chris Guccione | 63          | 3           |  |  | Oliver Marach | Oliver Marach | Oliver Marach | 4            | 0r           |  |
|  |             | Yūichi Sugita      | 6              | 4           | 6           |  |  | Yūichi Sugita | Yūichi Sugita | Yūichi Sugita | 6            | 2            |  |
|  | 7           | Alex Bogomolov Jr. | 1              | 6           | 1           |  |  |               |               |               |              |              |  |

### Sezione 4
|  | Primo turno | Primo turno      | Primo turno      | Primo turno | Primo turno |  |  | Ultimo turno | Ultimo turno     | Ultimo turno | Ultimo turno | Ultimo turno |  |
|  |             |                  |                  |             |             |  |  |              |                  |              |              |              |  |
|  | 4           | Santiago Giraldo | Santiago Giraldo | 6           | 6           |  |  |              |                  |              |              |              |  |
|  |             | Mitchell Frank   | Mitchell Frank   | 2           | 3           |  |  | 4            | Santiago Giraldo | 3            | 6            | 0            |  |
|  |             | Takao Suzuki     | 64               | 6           | 6           |  |  |              | Takao Suzuki     | 6            | 2            | 0r           |  |
|  | 12          | Todd Widom       | 7                | 2           | 3           |  |  |              |                  |              |              |              |  |

### Sezione 5
|  | Primo turno | Primo turno          | Primo turno          | Primo turno | Primo turno |  |  | Ultimo turno | Ultimo turno         | Ultimo turno | Ultimo turno | Ultimo turno |  |
|  |             |                      |                      |             |             |  |  |              |                      |              |              |              |  |
|  | 5           | Brendan Evans        | Brendan Evans        | 6           | 6           |  |  |              |                      |              |              |              |  |
|  |             | Junior Alexander Ore | Junior Alexander Ore | 1           | 2           |  |  | 5            | Brendan Evans        | 6            | 63           | 64           |  |
|  | 10          | Sébastien de Chaunac | 6                    | 4           | 6           |  |  | 10           | Sébastien de Chaunac | 4            | 7            | 7            |  |
|  |             | Denis Kudla          | 3                    | 6           | 2           |  |  |              |                      |              |              |              |  |

### Sezione 6
|  | Primo turno | Primo turno       | Primo turno       | Primo turno | Primo turno |  |  | Ultimo turno | Ultimo turno | Ultimo turno | Ultimo turno | Ultimo turno |  |
|  |             |                   |                   |             |             |  |  |              |              |              |              |              |  |
|  | 6           | Łukasz Kubot      | Łukasz Kubot      | 6           | 7           |  |  |              |              |              |              |              |  |
|  |             | Daniel Evans      | Daniel Evans      | 2           | 6(0)        |  |  | 6            | Łukasz Kubot | 6            | 65           | 4            |  |
|  |             | Jesse Witten      | Jesse Witten      | 6           | 6           |  |  |              | Jesse Witten | 3            | 7            | 6            |  |
|  | 8           | Laurent Recouderc | Laurent Recouderc | 2           | 4           |  |  |              |              |              |              |              |  |